# Huanjiang
Huanjiang är ett autonomt härad för maonanfolket i Hechis stad på prefekturnivå i den autonoma regionen Guangxi i sydligaste Kina.